# Hiryu (schip, 1939)
De Hiryu (Japans: 飛龍, Vliegende Draak) was een aangepaste soryu ontwerp vliegdekschip van de Japanse Keizerlijke Marine tijdens de Tweede Wereldoorlog. Ze nam deel aan de aanval op Pearl Harbor, op 7 december 1941, waarmee de oorlog in de Grote Oceaan begon. De Hiryu viel samen met  Soryu, de Akagi het vlaggenschip van admiraal Chūichi Nagumo, en de Kaga, het atol-eiland Midway aan in de Slag bij Midway en zonk daarbij.

## Geschiedenis
Het schip werd gebouwd op de Yokosuka Kaigun Kosho (Marinewerf Yokosuka) in Japan, waar ze op 16 november 1937 van stapel liep. De Hiryu werd daarna op 5 juli 1939 in dienst gesteld. Ze was het eerste Japanse vliegdekschip, dat niet meer onder de beperking van het Verdrag van Washington viel. De Hiryu werd daarom met een meter verbreed en de commandotoren en opbouweiland werden op de bakboordzijde geplaatst. Dat zou de vluchtleiding op het vliegdek corrigeren en de windwerveling door de opbouw verminderen. De Hiryu was dus iets anders gebouwd dan de andere Japanse vliegdekschepen.

## Tweede Wereldoorlog
De Hiryu behoorde tot de Kido Butai (Striking Force) en nam deel aan de aanval op Pearl Harbor. Ze lanceerde haar vliegtuigen tegen Oahu, Hawaï. Tien van haar Kates vielen USS Arizona en USS California aan, acht Kates vielen USS West Virginia, USS Oklahoma en USS Helena aan, en zes Zero's vielen de luchtmachtbasis Wheeler Army Airfield en Barbers Point aan.
Tussen 21 en 23 december 1941 vlogen haar toestellen voor luchtaanvallen op Wake eiland. Ze stond onder bevel van kapitein-ter-zee Tomeo Kaku en behoorde tot de tweede divisie vliegdekschepen.
In januari 1942 ondersteunde ze de Japanse landing op Palau en Ambon in de Molukken. Met haar zusterschip Soryu, startte ze luchtaanvallen op Darwin in Australië. In februari 1942 was ze bij de Slag in de Javazee aanwezig, met aanvallen op de geallieerde schepen van schout-bij-nacht Karel Doorman, nabij Tjilatjap en Christmaseiland. Haar vliegtuigen brachten het Nederlandse vrachtschip "Poelau Bras" tot zinken.
Daarna nam ze deel in een verdere operatie in Zuidoost-Azië en in de Indische Oceaan. Daar vielen haar vliegtuigen de Royal Navy bases van Colombo en Trincomalee op Ceylon aan. Haar vliegtuigen vernietigden het Britse vliegdekschip HMS Hermes en de begeleidende Australische torpedobootjager HMAS Vampire. Ze hielp ook mee de Britse kruisers HMS Dorsetshire en HMS Cornwall tot zinken te brengen. Op 19 april 1942 wou ze de USS Hornet en USS Enterprise onderscheppen, na de Doolittle Raid op Tokyo, maar faalde in haar zoektocht.

## Slag bij Midway
Op 27 mei 1942 - de Dag van de Marine, waarop Japanse matrozen en officieren admiraal Togo's overwinning de Slag bij Tsushima op de Russische vloot herdachten - nodigde vloot-admiraal Isoroku Yamamoto al zijn vlagofficieren voor een afscheidsfeest uit, aan boord van het grootste slagschip ter wereld, de Yamato, zijn vlaggenschip. De volgende dag, 28 mei, vertrok de grootste Japanse oorlogsvloot die de Baai van Hiroshima ooit had verlaten.
De Hiryu vormde met de Soryu de tweede rij van vliegdekschepen, na de Akagi, het vlaggenschip, en de Kaga, Akagi's zusterschip. Daarna volgden een stroom oorlogsschepen, waarvan de laatste na drie uren de baai van Hiroshima verliet. Ze stoomden naar het oosten, richting Midway. Tegelijkertijd vertrok de Noordelijke Strijdmacht onder bevel van viceadmiraal Hosaguju en de invasiestrijdmacht voor Attu en Kiska uit Ominoto. Verderop naar het zuiden vertrok eveneens de troepentransportschepen voor Midway, geëscorteerd door de kruiser Juitsu en twaalf torpedobootjagers van viceadmiraals Itchiki en Kondo.
Op 4 juni 1942 was ze mede actief in de Slag bij Midway. Toen de vloot tot op 250 zeemijl van Midway genaderd was, liet men, vanop de Agaki, Kaga, de zware kruisers Tone en Chikuma, verkenningsvliegtuigen opstijgen, die elk hun sectoren van 300 zeemijl moesten uitkammen, op zoek naar de Amerikaanse vloot, en vooral hun vliegdekschepen.

## Aanval op Midway

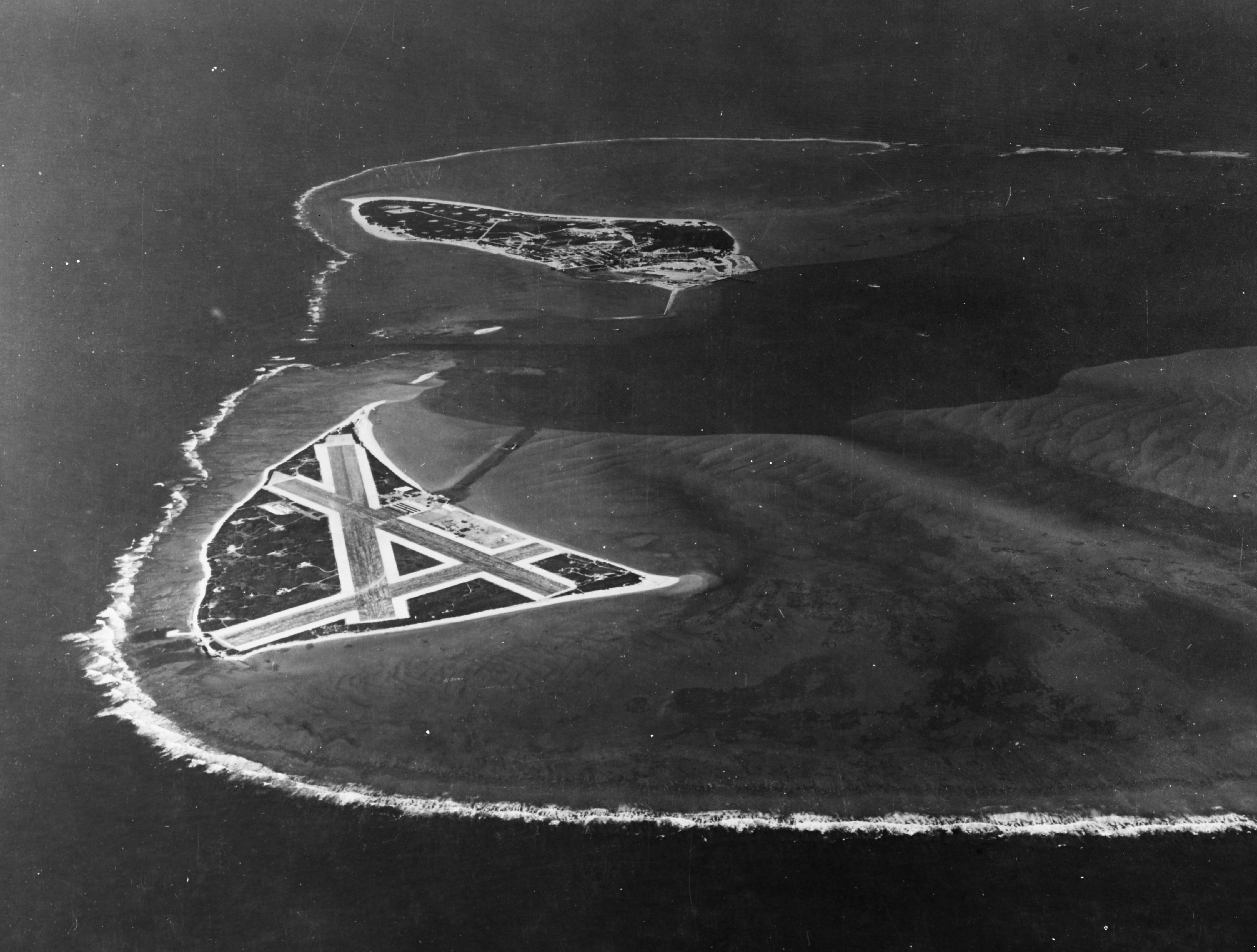
Het atol Midway met het strategisch belangrijke vliegveld

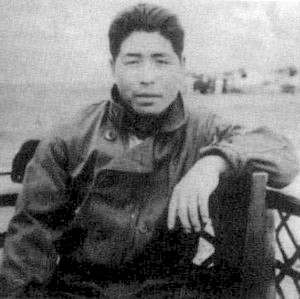
Luitenant-vlieger Masaharu Suganami

Op 4 juni 1942, 04.45 u. plaatselijke tijd stegen vanaf alle Japanse vliegdekken aanvalsvliegtuigen op. Om 05.00 u. waren de Japanse vliegtuigen, waaronder Nakajima B5N Kate-, Aichi D3A Val-bommenwerpers en Mitsubishi A6M Zero Zeke-jagers, in de lucht. Eskadercommandant-luitenant-vlieger Joichi Tomonaga steeg met zijn bommenwerpers vanop de Hiryu op. Luitenant-vlieger Shoichi Ogawa voerde het bevel over het Akagi-Kaga-luchtmachteskader en luitenant-vlieger Masaharu Suganami was de aanvoerder van de Zerogroep met hun Mitsubishi A6M Zero "Zeke"'s.
Om 06.29 u. bereikten Tomonaga's Hiryu-Soryu-aanvalsgroep, bestaande uit 36 Vals, 36 Kates en 36 Zero's, Midway en begonnen het te bombarderen. 27 verouderde Brewster F2A Buffalo's wilden onder andere de Hiryu-bommenwerpersgroep onderscheppen, maar luitenant-vlieger Masaharu Suganami hield ze weg van Tomonaga's groep. 15 Buffalo's werden neergehaald en 7 werden zo toegetakeld, dat ze nooit meer konden vliegen. Tomonaga liet om 07.00 u. weten aan de Akagi dat een tweede aanval noodzakelijk was. Maar admiraal Nagumo had al bevolen om de nog achter de hand gehouden bommenwerpers met torpedo's uit te rusten voor het geval de Amerikaanse vliegdekschepen ontdekt zouden worden. De Amerikaanse vliegdekschepen waren nog niet ontdekt, ofschoon een verkenner van de Tone USS Yorktown had gezien. Hij kon echter geen sein geven, daar zijn boordradio defect was. Er werd verwoed aan reparatie van het radiotoestel gewerkt.

### Aanvallen van Midway

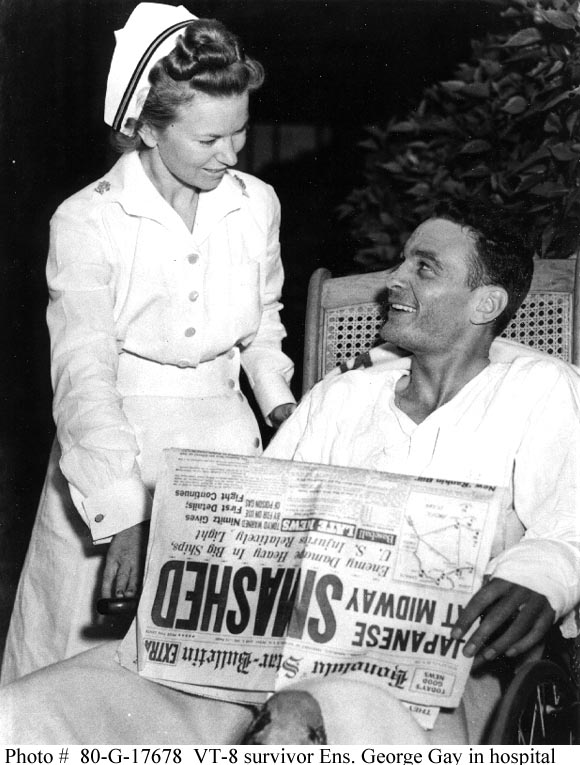
Luitenant-vlieger George Gay als enige overlevende in het hospitaal leest het krantenbericht over de zeeslag

Om 07.10 u. naderden vier Amerikaanse B-26 Marauder en zes TBF Avengers met torpedo's uitgerust, vanaf Midway. Alle vier Japanse vliegdekschepen werden met bommen en torpedo's belaagd, maar konden ze allemaal ontwijken. De Amerikaanse verliezen waren niet gering. De opgestegen Zero's schoten 5 Avengers neer en 2 B-26's. Ondertussen kreeg Nagumo nog altijd geen bericht van de verkenners dat de Amerikaanse vliegdekschepen ontdekt waren en besloot zijn vliegtuigen te laten herladen met bommen voor een tweede aanval op het eiland Midway. Deze stonden startklaar aan dek, uitgerust met torpedo's. 

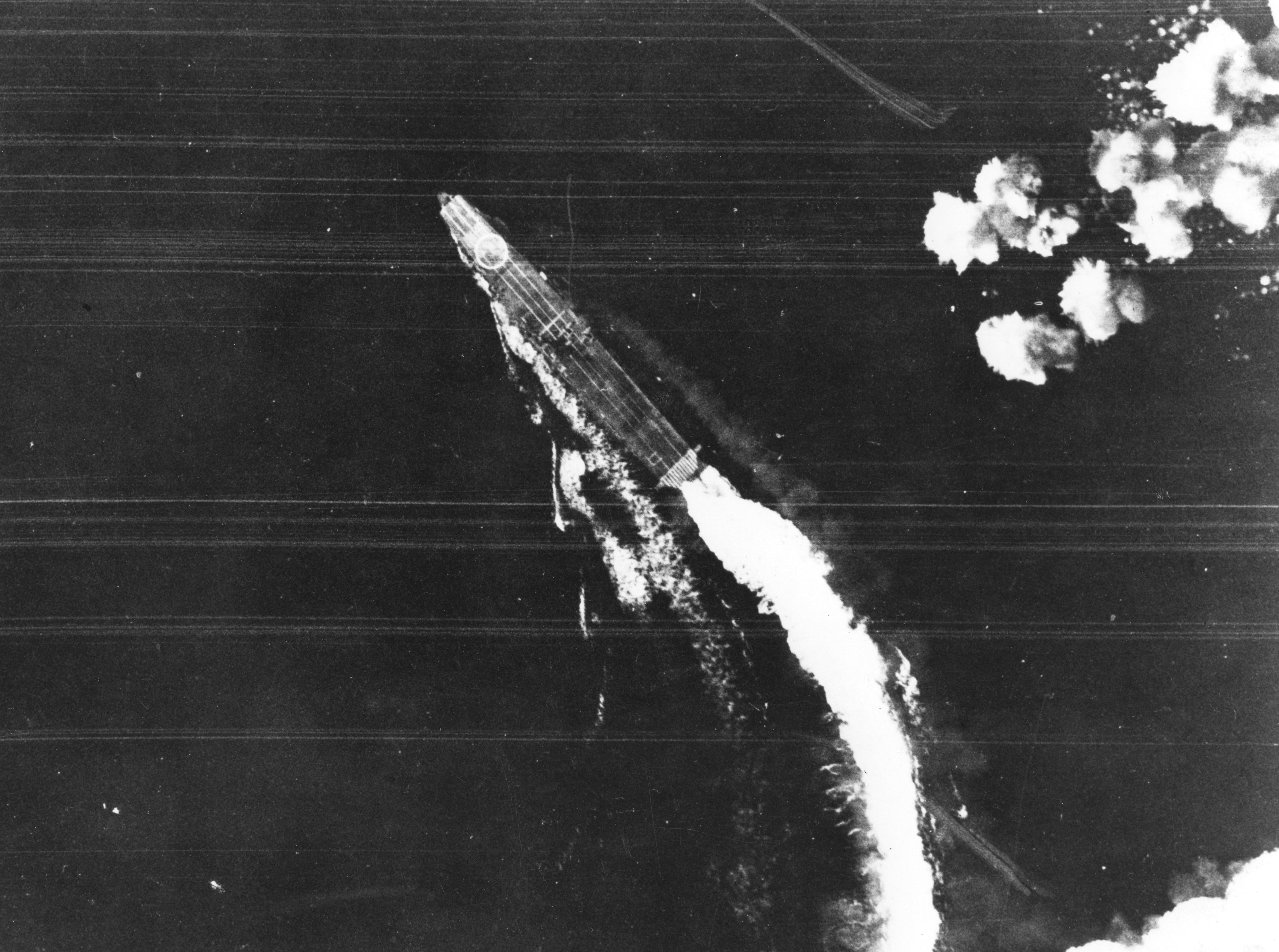
De Hiryu ontwijkt aanvallen op 4 juni

Terwijl op de Akagi, Kaga, Soryu en Hiryu alle vliegtuigen weer onderdeks moesten gebracht worden voor hun herbewapening, viel er een tweede aanvalsgolf de Japanse vloot aan. Omstreeks 08.00 u. vielen 16 Douglas SBD Dauntless-duikbommenwerpers en 15 B-17's, die weer van Midway kwamen, de Japanse vliegdekschepen aan. De B-17's dropten hun bommen vanaf 7.000 m hoogte op de kronkelende vliegdekschepen, die vallende bommen en aanstormende torpedo's moesten ontwijken. Uiteindelijk kreeg de Akagi alleen maar een nabijtreffer, die geen schade veroorzaakte. Tezelfdertijd meldde uiteindelijk de Tone-verkenner dat hij een oorlogsvloot had ontdekt. Om 08.30 u. rapporteerde de andere Tone-verkenner dat hij nog vijandelijke schepen had gezien, waaronder USS Yorktown. De USS Hornet en USS Enterprise voerden verder weg en waren nog niet verkend.

### Aanvallen vanaf de Amerikaanse vliegdekschepen

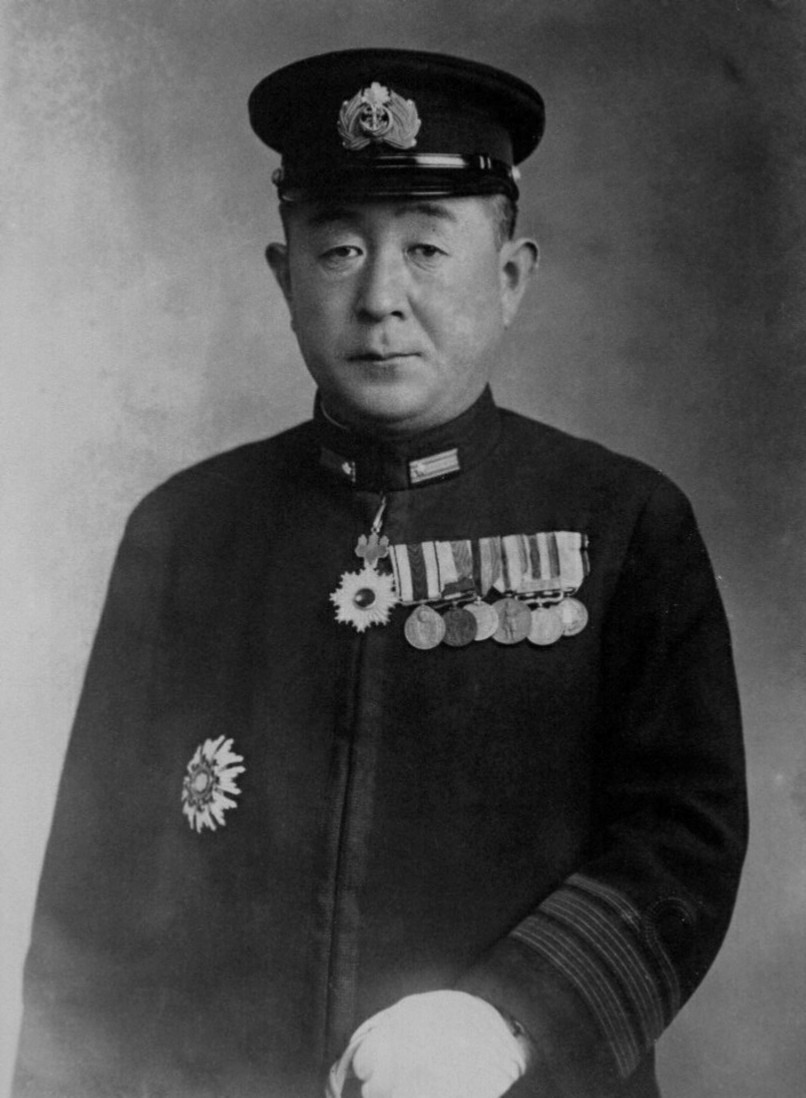
Tamon Yamaguchi

Omstreeks 09.00 u. landde de Tomonaga-aanvalsgroep terug op hun schepen.  Admiraal Nagumo liet zijn vliegdekschepen met een snelheid van 30 knopen naar het noordoosten varen en de vliegtuigen bewapenen voor een torpedoaanval. Tegen 09.18 u. waren de vliegtuigen weer herbewapend aan dek. De gedemonteerde bommen en volle benzinevaten stonden her en der gevaarlijk tussen de vliegtuigen opgesteld. Juist toen het bevel opstijgen werd gegeven, kwamen 15 Amerikaanse vliegtuigen aangevlogen. Toen de aanval begon, stegen Zero's op om de Amerikanen te onderscheppen. Omstreeks 09.20 u. vielen de veertien torpedotoestellen onder leiding van eskadercommandant-luitenant-vlieger John Waldron de vliegdekschepen aan. Alle toestellen werden neergehaald door het luchtafweergeschut en de Zero's. De enige overlevende van deze aanval, luitenant-vlieger George Gay, stortte in zee tussen de Akagi en Kaga. Om 09.35 u., een kwartier na de mislukte aanval van Waldrons' groep, vielen McClusky's Enterprise duikbommenwerpers de Akagi en Kaga aan. De Soryu werd verrast door de Yorktown-aanvalsgroep. Drie Japanse vliegdekschepen, Akagi, Kaga en de Soryu, stonden in lichterlaaie, terwijl de Hiryu gespaard bleef. onder commando van schout-bij-nacht Tamon Yamaguchi. 

## Hiryu'stegenaanvallen

### Kobayashi's aanval
Yamaguchi zette onmiddellijk een tegenaanval in. Om 10.40 u. kreeg luitenant-vlieger Michio Kobayashi bevel met 18 Val-duikbommenwerpers en een escorte van zes Zero's op te stijgen en de vliegtuigen van de Yorktown naar hun vliegdekschip te volgen. Om 12.00 u. maakte USS Yorktown zich gereed om zijn vliegtuigen te laten landen, toen Kobayashi's eskader boven de Amerikaanse vloot verscheen. De Hiryu-aanvalsgroep dook neer op de Yorktown. De Wildcats die nog in de lucht waren, keerden zich tegen de belagers en schoten twee Zero's neer. Andere Wildcats vielen de Val-bommenwerpers aan. Tien van deze Japanse vliegtuigen stortten brandend neer, ook dankzij het hevige luchtafweervuur van de Amerikaanse vloot. Het Amerikaanse vliegdekschip incasseerde drie bomtreffers en brandde hevig.

Het verkenningsvliegtuig van de Soryu was teruggekeerd toen Kobayashi's vliegtuigen bezig waren de Yorktown te bombarderen. Hij zag zijn schip, de Soryu, brandend ronddrijven en landde op de Hiryu. De vlieger rapporteerde aan Yamaguchi dat de Amerikanen drie vliegdekschepen in de strijd hadden. Hij gaf het bevel met alle beschikbare toestellen de vijandelijke vliegdekschepen aan te vallen. In totaal had de Hiryu op dat moment nog tien torpedobommenwerpers en zes jachtvliegtuigen klaar staan.

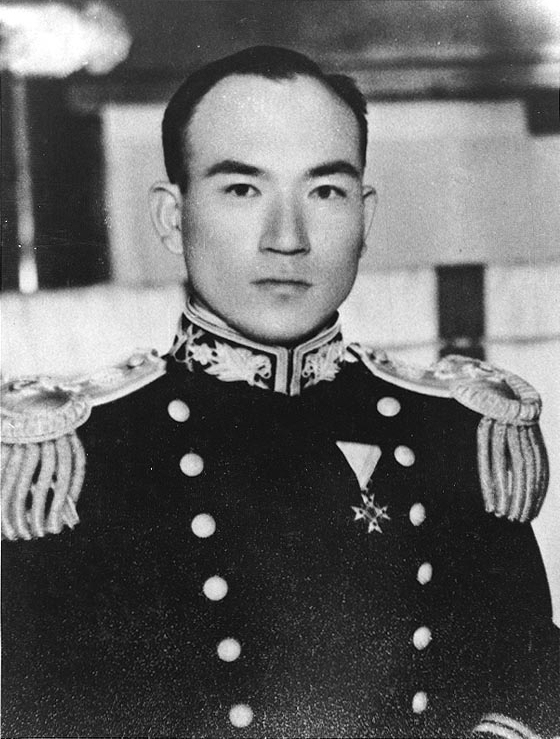
Joichi Tomonaga

### Tomonaga's aanval

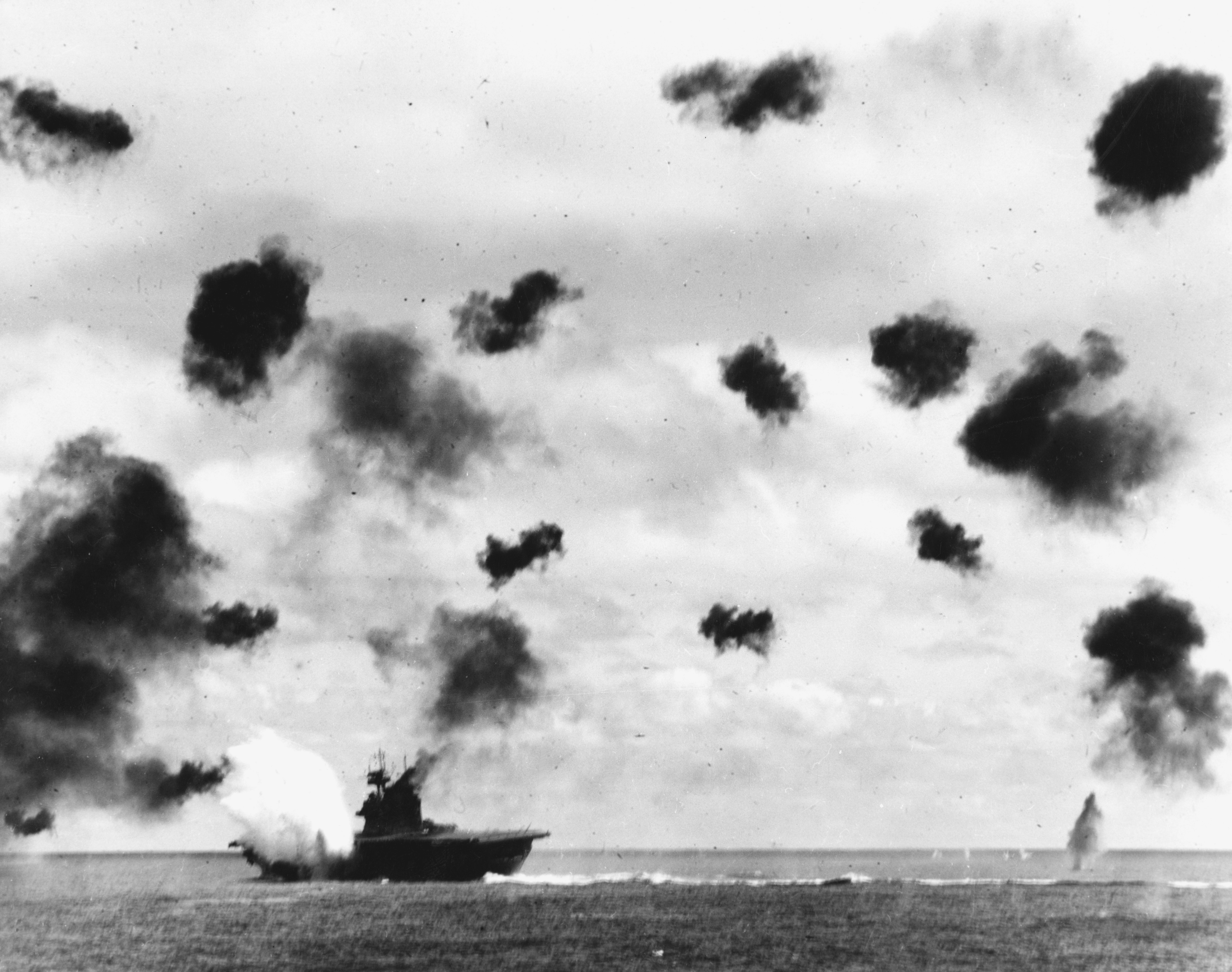
Vliegtuigen van de Hiryu treffen de Yorktown

Om 12.45 uur startten 16 vliegtuigen, aangevoerd door de Luitenant-vlieger Joichi Tomonaga van de Hiryu op en zetten koers naar de Amerikaanse vliegdekschepen. Onderweg passeerden ze een groepje van vijf vliegtuigen van Kobayashi's aanvalsgroep. Dat was alles wat er van de 24 toestellen over was. Toen die vliegers op de Hiryu geland waren, rapporteerden ze dat ze zes treffers geplaatst hadden op een Amerikaans vliegdekschip, dat dat vliegdekschip niet meer kon varen en dat er grote rookwolken uit opstegen. De reparatieploegen van de Yorktown konden echter het vliegdekschip tegen 14.00 u. weer in vaart te krijgen met 18 knopen., en het vliegdek repareren zodat vliegtuigen terug konden landen en opstijgen. De branden waren zo goed als geblust. Om 14.30 u. verscheen Tomonaga boven de Amerikaanse vloot en splitste zijn aanvalsgroep. Toen ze aan de duikvlucht begonnen lanceerde USS Yorktown zijn Wildcat jagers. De Wildcats zagen kans enkele Japanse vliegtuigen neer te halen, terwijl het luchtafweergeschut van het flottielje hen beschoten. De torpedotoestellen konden twee treffers plaatsen. Slechts vijf torpedobommenwerpers en drie jagers - de helft van het aantal dat gelanceerd was - keerden naar de Hiryu terug. Omstreeks 18.00 u. landden ze op de Hiryu.

## DeHiryuontdekt
Juist toen de overlevenden van Tomonaga's aanvalsgroep naar de Hiryu terugkeerden, rapporteerde een verkenningstoestel van de Yorktown, de Hiryu op 100 zeemijl afstand van Frank Jack Fletchers vloot. Admiraal Fletcher besloot een aanval uit te voeren op de Hiryu, het enige resterende Japanse vliegdekschip. Om 16.00 u. begon USS Enterprise 24 Dauntless-vliegtuigen te lanceren, waarvan er 14 afkomstig waren van de zeer zwaar beschadigde USS Yorktown. De Hornet lanceerde eveneens 16 Dauntless-vliegtuigen. De 40 duikbommenwerpers gingen zonder jagerdekking in de aanval, want de Wildcats werden voor bescherming van Fletchers' schepen achter de hand gehouden. Om 17.00 u. zag het Amerikaanse aanvalseskader drie rookkolommen tegen de achtergrond van de ondergaande zon. Het waren de drie brandende wrakken, de Akagi, Kaga en Soryu. Noordwaarts afzwenkend zagen ze weldra de rest van de Japanse vloot in een beschermende dichte kring rond de nog onbeschadigde Hiryu. 

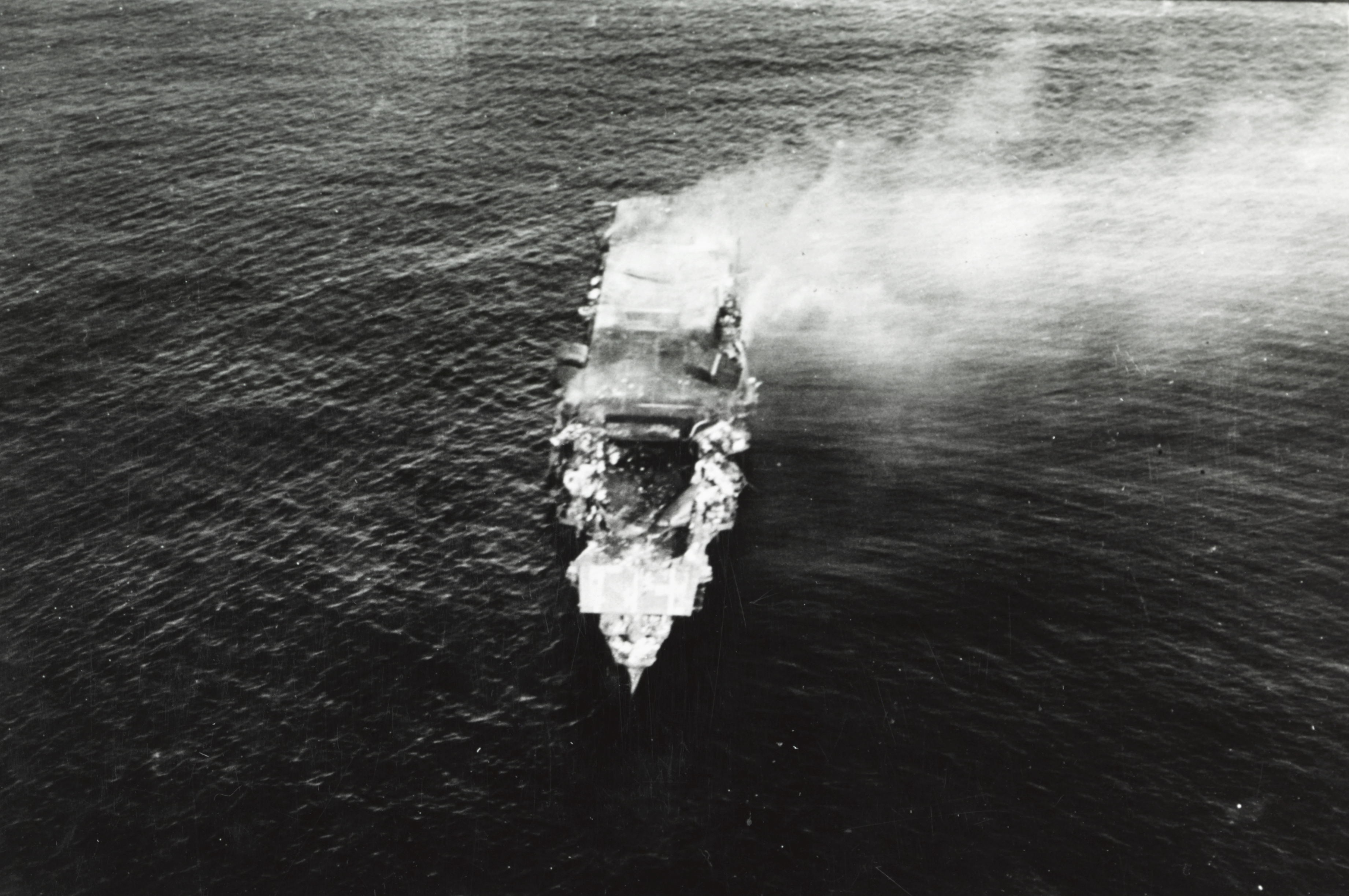
Het verlaten, brandende wrak van de Hiryu

## Hiryu'seinde
De 24 bommenwerpers van de Enterprise en Yorktown doken vanuit de zon tevoorschijn. De Hiryu had geen radar en ook dit keer kreeg het schip geen waarschuwing van de naderende vijandelijke vliegtuigen. Kapitein-ter-zee Tomeo Kaku draaide het schip naar stuurboord toen de bommenwerpers omlaag doken. De Amerikanen verloren drie vliegtuigen door het felle luchtafweervuur en het optreden van de opgestegen Zero's. De Hiryu kronkelde van stuurboord naar bakboord en maakte grote S-bochten. De Hiryu kreeg vier bommen op zijn vliegdek. Eén bom, die vlak voor de brug ontplofte, doodde de roerganger en twee andere ontploften tussen de vliegtuigen in het hangardek, die een voor een in brand vlogen. Drie bommen vielen in het voorwaartse vliegdek en een nabij de deklift. Binnen enkele minuten was de Hiryu een weerloos wrak geworden, opengescheurd door de ontploffingen. De schade was zo rampzalig, dat de vliegers van de Enterprise afzwenkten en het slagschip Haruna bombardeerden.

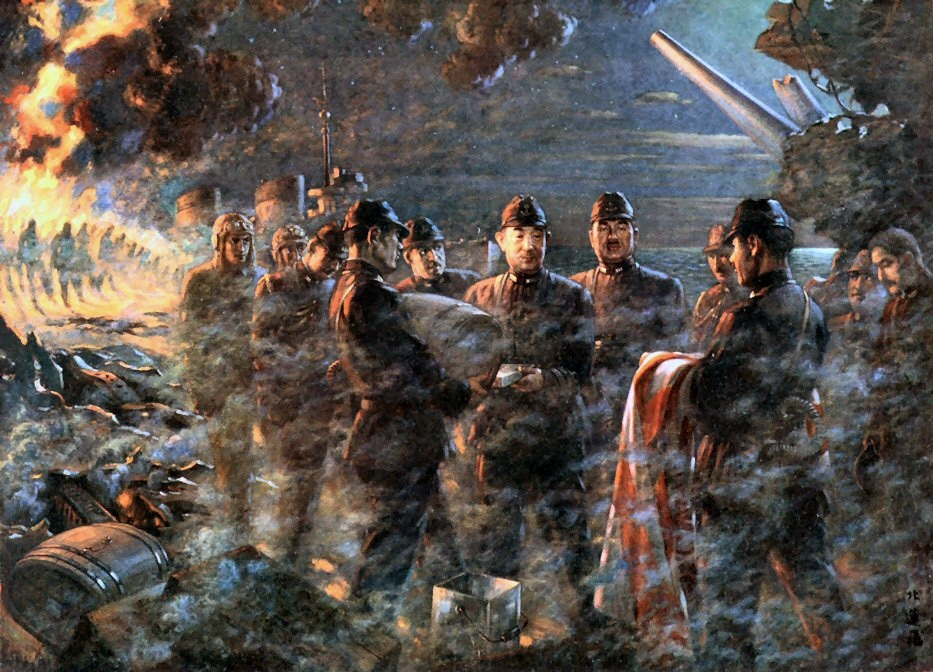
Yamaguchi in het midden neemt afscheid van zijn mannen en krijgt een doek van Ito. Kaku (met snor) achter hem blijft ook op de Hiryu

Japanse jachtvliegtuigen vielen de tweede groep van 16 Dauntless-bommenwerpers van de Hornet aan, die korte tijd daarna aankwamen. Door gebrek aan brandstof stortten de Japanners een voor een in zee. De Dauntless-vliegtuigen van USS Hornet bombarderden zonder succes de Haruna en de kruiser Chikuma. Omstreeks 23.50 u. dreef de Hiryu met een slagzij van 15° in zee. Het roer werkte niet meer en de meeste brandpompen waren buiten werking.
Diverse pogingen om door het inferno van vuur en rook de machinekamer te bereiken mislukten. Om 02.30 u. gaf admiraal Yamaguchi aan kapitein-ter-zee Kaku bevel het schip te verlaten. Kaku en Yamaguchi  bleven aan boord en gingen met hunè schip ten onder.

### Hiryu'sondergang

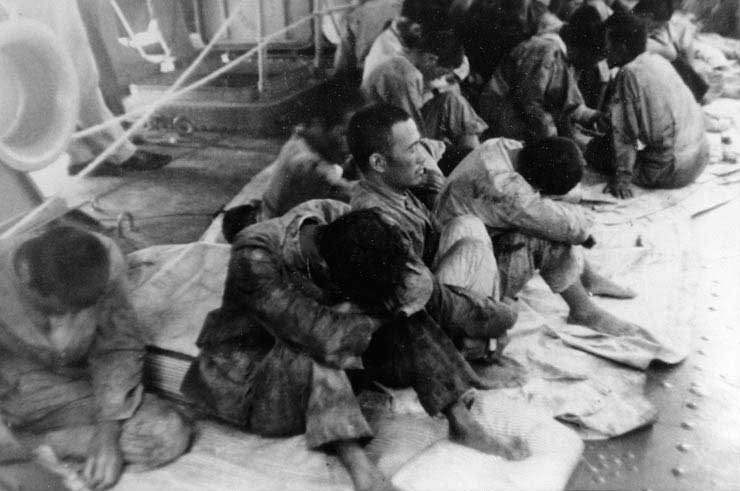
Overlevenden van de Hiryu krijgsgevangen op USS Ballard (AVD-10)

Toen de bemanning het schip verlaten had bonden de twee hoogste officieren zich aan het stuurwiel vast en wachtten zo tot het schip naar de dieperik ging. Maar de Hiryu bleef net als de USS Yorktown drijven en om 05.10 u. gaf kapitein-ter-zee Hiroaki Abe, commandant van de divisie torpedobootjagers, bevel een genadeschot te geven. Om 05.12 u. trof de torpedobootjager Makigumo met twee torpedo's de Hiryu en er volgden enkele oorverdovende ontploffingen. De Hiryu begon weg te zakken en Abe beval de torpedobootjagers weg te stomen. Om 05.40 u meldde Abe per radio aan admiraal Yamamoto dat de Hiryu tot zinken gebracht was.
Maar rond 07.00 u. van 5 juni 1942, meldde een Yokosuka B4Y verkenningsvliegtuig van het vliegdekschip Hosho, dat eropuit gestuurd was Nagumo's strijdmacht op te sporen, dat de Hiryu nog steeds dreef en dat hij mannen aan boord kon zien lopen!
Yamamoto gaf het bericht door aan Nagumo en beval hem na te gaan of de Hiryu wel daadwerkelijk aan het zinken was. Nagumo gaf een torpedobootjager en het watervliegtuig van de kruiser Nagara, nu zijn vlaggenschip, bevel om de overlevenden te redden. De mannen die men aan dek zag, waren overlevenden van het machinepersoneel, die nog kans hadden gezien bovendeks te geraken, toen Abe's torpedo's een gat in het schip geschoten hadden. Toen de Hiryu om 09.12 u. van 5 juni zonk, ontkwamen ze in een reddingsboot en werden ze twee weken later door de Amerikaanse watervliegtuigdrager USS Ballard (AVD-10) opgepikt.
350 manschappen waren gedood tijdens het bombardement van de Amerikaanse vliegtuigen.